# Alomya telenga
Alomya telenga är en stekelart som beskrevs av Abdinbekova 1961. Alomya telenga ingår i släktet Alomya och familjen brokparasitsteklar. Inga underarter finns listade i Catalogue of Life.